# Stadtgemeinde Velenje
Die Stadtgemeinde Velenje (slowenisch: Mestna občina Velenje) ist eine der zwölf Stadtgemeinden Sloweniens. 
Sie trägt den Namen ihres Hauptortes, der Stadt Velenje, liegt in der historischen Landschaft Spodnja Štajerska (Untersteiermark) und gehört zur statistischen Region Savinjska.

## Lage
Velenje liegt im Šalek-Tal (slow.: Šaleška dolina, benannt nach der Burg Šalek/Schallegg im Osten der Stadt), einem etwa acht km langem und zwei km breitem Talbecken, welches vom Fluss Paka (Pack) durchflossen wird. Es befindet sich somit an der Schnittstelle mehrerer Gebirgsgruppen, wie den Mozirske planine (deutsch etwa: Prassberger Alm) im Norden oder dem Ložničko gričevje (etwa: Hügelland von Loschnitzen) im Süden.
Die Landeshauptstadt Ljubljana befindet sich rund 60 km südwestlich der Stadt.

## Stadtgliederung
Die Stadtgemeinde Velenje gliedert sich in drei Stadtviertel (slow.: Mestne četrti, Abkürzung: MČ) und 16 Ortsgemeinschaften (slow.: Krajevne skupnosti, Abkürzung: KS).:
| Stadtviertel (Mestne četrti): - MČ Desni breg - MČ Levi breg-vzhod - MČ Levi breg-zahod | Ortsgemeinschaften (Krajevne skupnosti): - KS Bevče - KS Cirkovce - KS Gorica - KS Kavče - KS Konovo - KS Paka pri Velenju - KS Pesje - KS Plešivec | - KS Podkraj - KS Stara vas - KS Staro Velenje - KS Šalek - KS Šentilj - KS Škale-Hrastovec - KS Šmartno - KS Vinska Gora |

## Ortschaften und Siedlungen der Stadtgemeinde
Darüber hinaus gehören zur Stadtgemeinde folgende 25 Ortschaften und Siedlungen (die deutschen Exonyme in den Klammern wurden bis zum Abtreten des Gebietes an das Königreich der Serben, Kroaten und Slowenen im Jahr 1918 vorwiegend von der deutschsprachigen Bevölkerung verwendet und sind heutzutage größtenteils unüblich). (Einwohnerzahlen Stand 1. Januar 2017):
- Arnače (Arnatsche, auch Arnholz), 290
- Bevče (Weutsch), 379
- Črnova (Tscherne, auch Schwarzenstein), 405
- Hrastovec (Eichberg), 345
- Janškovo selo (Selle), 179
- Kavče (Kautsche), 512
- Laze (Laase), 425
- Lipje (Lipie, auch Linden), 426
- Lopatnik, (Lappernigk) 53
- Lopatnik pri Velenju (Lopnigk), 68
- Ložnica (Loschnitzen), 192
- Paka pri Velenju (Pack), 444
- Paški Kozjak (Kossiak), 263
- Pirešica (Perchsitz), 149
- Plešivec (Pleschwitz), 415
- Podgorje (Podgoriach bei Wöllan), 180
- Podkraj pri Velenju (Unteregg), 975
- Prelska (Prälska, auch Preiles), 240
- Silova (Zeilau), 193
- Šenbric (Sankt Britz), 161
- Škale (Skalis, auch Sankt Wolfgang im Schalltal), 872
- Škalske Cirkovce (Zirkowitz), 168
- Šmartinske Cirkovce (Zirkowitz), 80
- Velenje (Wöllan), 24.923
- Vinska Gora (Sankt Johann am Weinberge), 381

## Nachbargemeinden
| Šoštanj | Slovenj Gradec                              | Mislinja |
| Šoštanj | Kompassrose, die auf Nachbargemeinden zeigt | Dobrna   |
| Polzela | Žalec                                       | Žalec    |

## Städtepartnerschaften
- Esslingen (Deutschland) seit 1970[5]

## Belege
1. ↑  Siedlungen in Velenje (Savinjska, Slowenien) - Einwohnerzahlen, Grafiken, Karte, Lage, Wetter und Web-Informationen. Abgerufen am 22. Juli 2023.
2. ↑  Stadtviertel und Ortsgemeinschaften von Velenje (slowenisch)
3. ↑  Spezialkarte der Österreichisch-ungarischen Monarchie 1:75.000 - Prassberg a. d. Sann 5454. (1915)
4. ↑  Tabellen zur Bevölkerung des Statistischen Amtes der Republik Slowenien (slowenisch)
5. ↑  Martina Schober: Partnerstädte. Abgerufen am 25. Juli 2023.